# Анина Укатис
Анина Укатис (на английски: Annina Ucatis) е артистичен псевдоним на германската порнографска актриса, еротичен модел и телевизионна личност Анина Улрих (Annina Ulrich), родена на 22 декември 1978 г. в град Бремерхафен, провинция Бремен, Германия.
Участничка е в реалити телевизионното шоу Биг Брадър в Германия от 12 януари до 6 април 2009 г. и е специален гост в изданието на шоуто във Филипините през месец декември на същата година.
През лятото на 2012 г. взима участие в демонстративен женски футболен мач между отбори на Германия и Дания, съставени от порноактриси и еротични модели. В този мач Укатис се изявява като футболистка в немския тим и като треньор и мениджър на отбора. Мачът се играе един ден преди двубоят между тези държави на Европейското първенство по футбол, като се провежда на пясък в Берлин в две полувремена от по 10 минути и завършва с резултат 13:1 в полза на Дания.

## Награди и номинации
Носителка на награди
- 2008: Eroticline награда за най-добра нова германска актриса.[7]